# 道陵
道陵，是中国金朝第六代皇帝金章宗完颜璟的陵墓。
泰和八年（1208年），十一月丙辰，金章宗在中都大兴府皇宫福安殿驾崩。大安元年（1209年）二月甲申，完颜永济把金章宗葬在道陵，陵址在大房山（今北京市房山区）。金章宗是最后一个葬在北京金代皇陵的金朝皇帝。明朝末年，因为后金反明，被明朝政府破坏。